# چای‌آراسی (گوراویماق)
چای‌آراسی {{ترکی|Çayarası) (به کردی: Şêxan) یک منطقهٔ مسکونی در ترکیه است که در گوراویماق واقع شده‌است. چای‌آراسی ۲۳۹ نفر جمعیت دارد.